# Kő kövön
Kő kövön (węg. Kamień na kamieniu) – drugi album studyjny zespołu P. Box, wydany w 1983 roku na MC i LP.

## Lista utworów
1. "Soha nem elég" (4:09)
2. "Ingajárat" (3:48)
3. "Maradj a vonalban" (3:45)
4. "Fantom lány" (4:49)
5. "Valami rock and roll" (3:31)
6. "A zöld, a bíbor és a fekete" (3:48)
7. "Engedj!" (5:10)
8. "Az ideges" (5:46)
9. "Vágtass velem! (Kő kövön...)" (4:33)

## Skład zespołu
- Gyula Vikidál – wokal
- Sándor Bencsik – gitara
- István Cserháti – instrumenty klawiszowe
- József Sáfár – gitara basowa
- István Szabó – instrumenty perkusyjne